# 和 (日本文化)
和，是一般知識人對日本文化的説明用語。日本人論中經常提到的日本民族文化特徵，特色是重视團體秩序安寧，重視等級禮儀。

## 概要
和就是重視團體先於個人，認為個人過分自由會擾亂團體安寧,如有個體破壞團體和諧會受到譴責。為了維護社區和諧，個人意見的分歧通常被壓制。為了達到自己的目的而打破和的個人會受到家人或上級的訓斥，或明或暗地受到追究。日本社會中存在的等級結構主要是為了確保 和。個人不滿通常會被壓制，以維護社區和諧。
這説法來自聖德太子十七條憲法第一條以和為貴。
日本企業鼓勵在工作場所實現和的概念，員工通常會獲得終身僱用，以培養同事和公司的牢固聯繫。獎勵和獎金通常給予團體，而不是個人，進一步強化了群體團結的概念。